# Svjatoslav Olgovič
Svjatoslav Olgovič (in russo e in ucraino Святослав Ольгович?; ... – Černihiv, 14 febbraio 1164) fu principe di Novgorod (1136-1138), di Novhorod-Sivers'kyj (1139), di Belgorod (1141-1154) e di Černihiv (1154-1164).